# 让-皮埃尔·温唐贝热
让-皮埃尔·温唐贝热（法語：Jean-Pierre Wintenberger，1954年—2019年1月23日）， 法国数学家，斯特拉斯堡大学数学教授。他因与Chandrashekhar Khare一起证明了塞尔模块化猜想，获得了2011年柯爾獎的数论奖。 
1984年，温唐贝热在约瑟夫·傅立叶大学获得博士学位，他的导师是让-马克·方丹。 
2019年1月23日，温唐贝热去世。